# Spirorbula squalida
Spirorbula squalida es una especie de molusco gasterópodo de la familia Hygromiidae en el orden de los Stylommatophora.

## Distribución geográfica
Es  endémica de Portugal.

## Hábitat
Su hábitat natural son: zonas rocosas

## Estado de conservación
Se encuentra amenazada de extinción por la pérdida de su hábitat natural.